# Nordwestmecklenburg járás
Nordwestmecklenburg egy járás Mecklenburg-Elő-Pomeránia tartományban. Nordwestmecklenburg járás Rostock, Ludwigslust-Parchim, Schwerin, Lübeck és Herzogtum Lauenburg járásokkal határos. Lakosainak száma 158 449 fő (2021. december 31.).

## Népesség
A járás népessége az elmúlt években az alábbi módon változott:
| Lakosok száma | 155 424 | 156 729 | 158 449 |
|               | 2014    | 2019    | 2021    |

## Városok és községek
Önálló városok
1. Grevesmühlen **
2. Wismar, Hanza-város

Önálló község
1. Insel Poel

** a város Grevesmühlen és az Amt Grevesmühlen-Land van közös közigazgatása
 Települések ami egy Amt (Lau 1) tagjai
* Az Amt székhelye
| - 1. Amt Dorf Mecklenburg-Bad Kleinen 1. Bad Kleinen 2. Barnekow 3. Bobitz 4. Dorf Mecklenburg * 5. Groß Stieten 6. Hohen Viecheln 7. Lübow 8. Metelsdorf 9. Ventschow - 2. Amt Gadebusch 1. Dragun 2. Gadebusch, város * 3. Kneese 4. Krembz 5. Mühlen Eichsen 6. Roggendorf 7. Rögnitz 8. Veelböken - 3. Amt Grevesmühlen-Land ** 1. Bernstorf 2. Gägelow 3. Plüschow 4. Roggenstorf 5. Rüting 6. Stepenitztal 7. Testorf-Steinfort 8. Upahl 9. Warnow | - 4. Amt Klützer Winkel 1. Boltenhagen 2. Damshagen 3. Hohenkirchen 4. Kalkhorst 5. Klütz, város * 6. Zierow - 5. Amt Lützow-Lübstorf 1. Alt Meteln 2. Brüsewitz 3. Cramonshagen 4. Dalberg-Wendelstorf 5. Gottesgabe 6. Grambow 7. Klein Trebbow 8. Lübstorf 9. Lützow * 10. Perlin 11. Pingelshagen 12. Pokrent 13. Schildetal 14. Seehof 15. Zickhusen - 6. Amt Neuburg 1. Benz 2. Blowatz 3. Boiensdorf 4. Hornstorf 5. Krusenhagen 6. Neuburg * | - 7. Amt Neukloster-Warin 1. Bibow 2. Glasin 3. Jesendorf 4. Lübberstorf 5. Neukloster, város * 6. Passee 7. Warin, város 8. Zurow 9. Züsow - 8. Amt Rehna 1. Carlow 2. Dechow 3. Groß Molzahn 4. Holdorf 5. Königsfeld 6. Rehna, város * 7. Rieps 8. Schlagsdorf 9. Thandorf 10. Utecht 11. Wedendorfersee - 9. Amt Schönberger Land 1. Dassow, város 2. Grieben 3. Groß Siemz 4. Lockwisch 5. Lüdersdorf 6. Menzendorf 7. Niendorf 8. Roduchelstorf 9. Schönberg, város * 10. Selmsdorf |

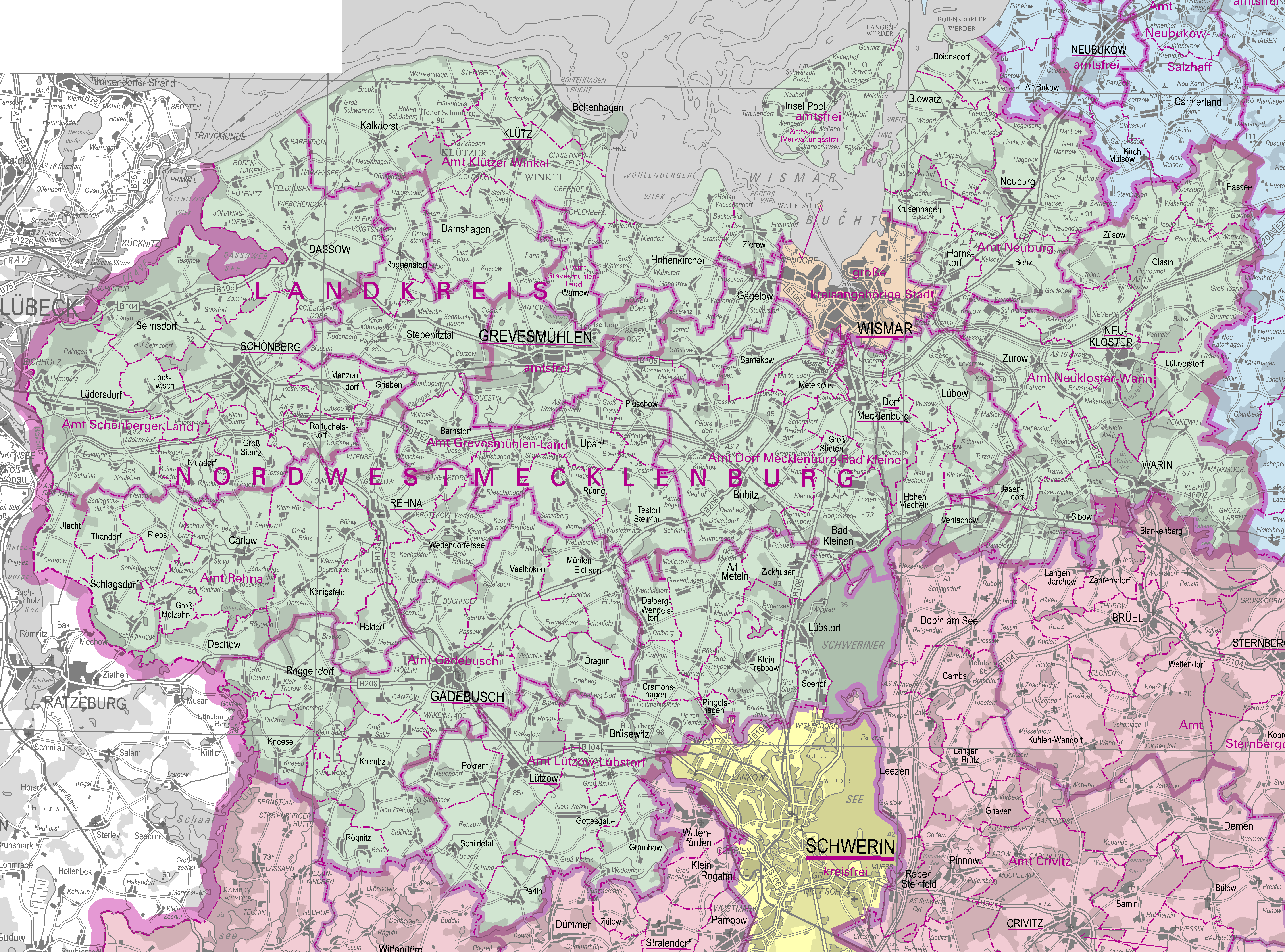
Ämter und Gemeinden

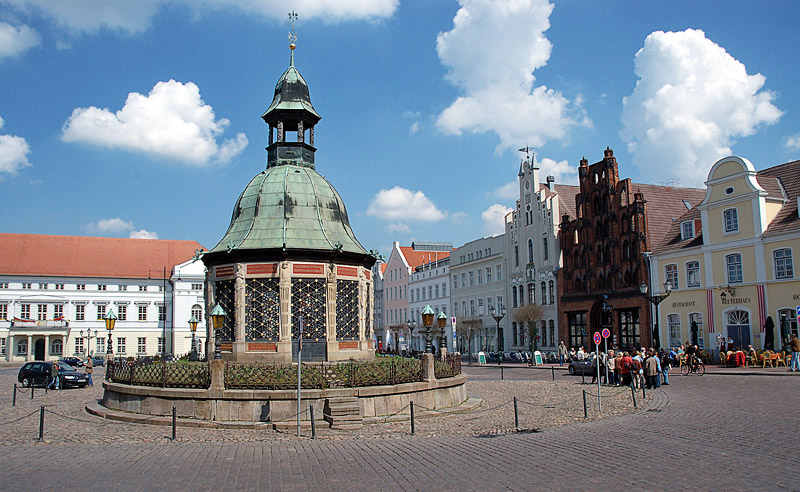
Wismarer Marktplatz mit Wasserkunst
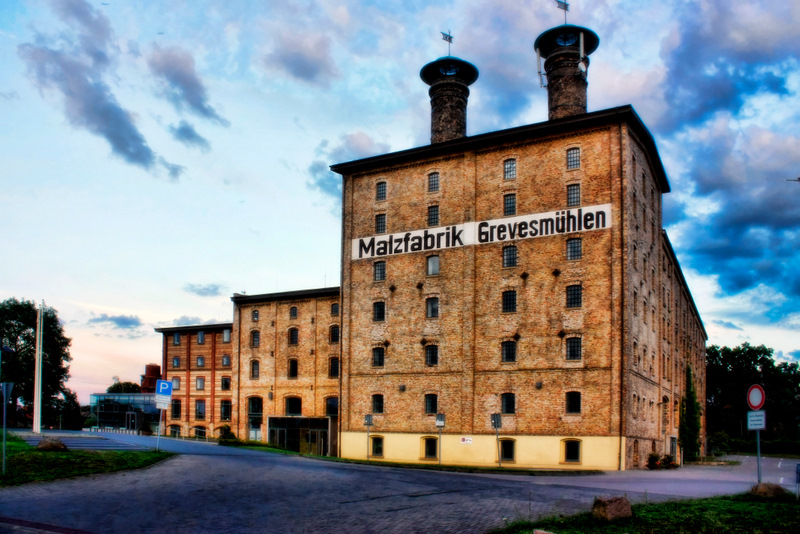
Malzfabrik Grevesmühlen
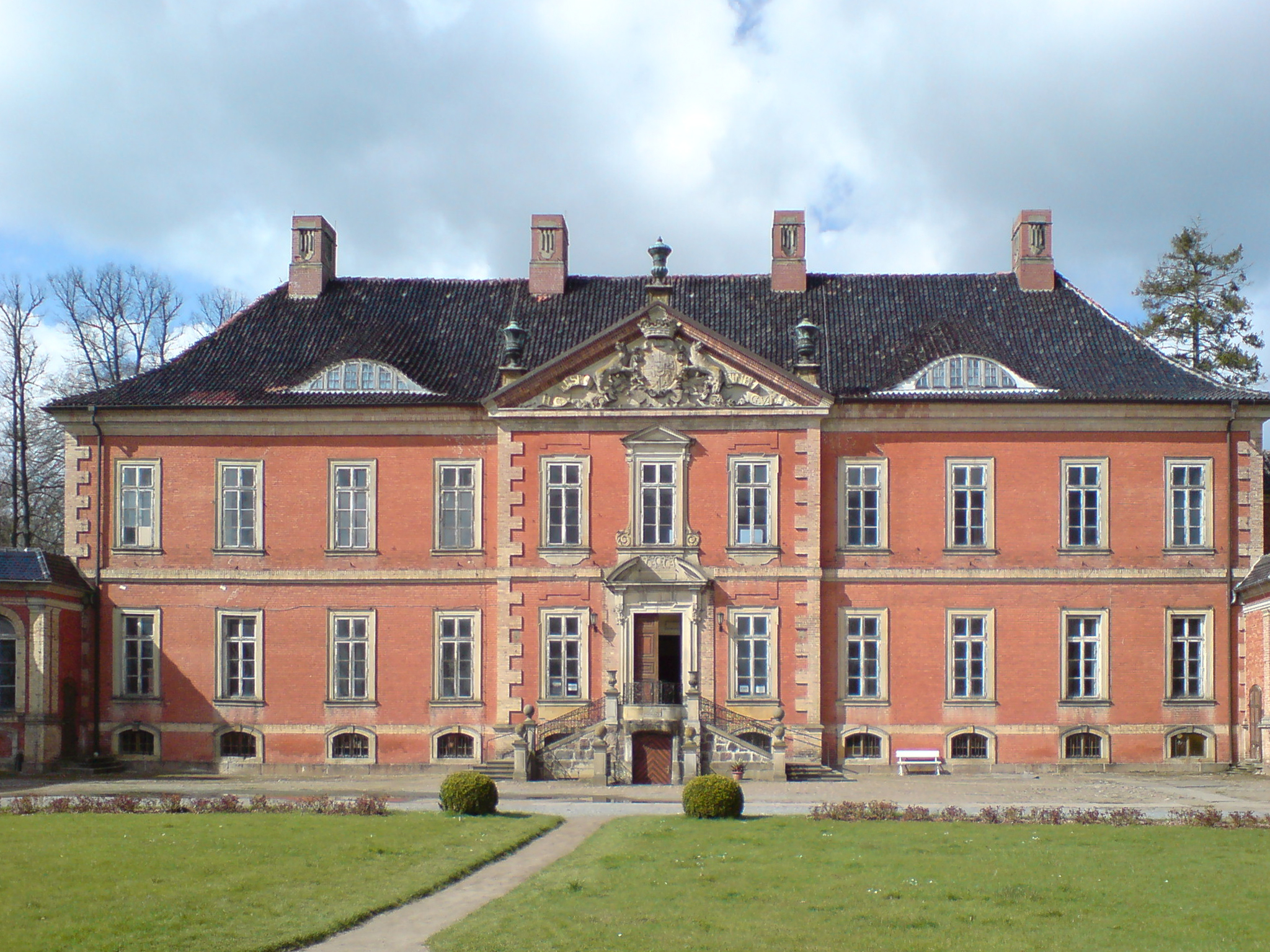
Schloss Bothmer in Klütz
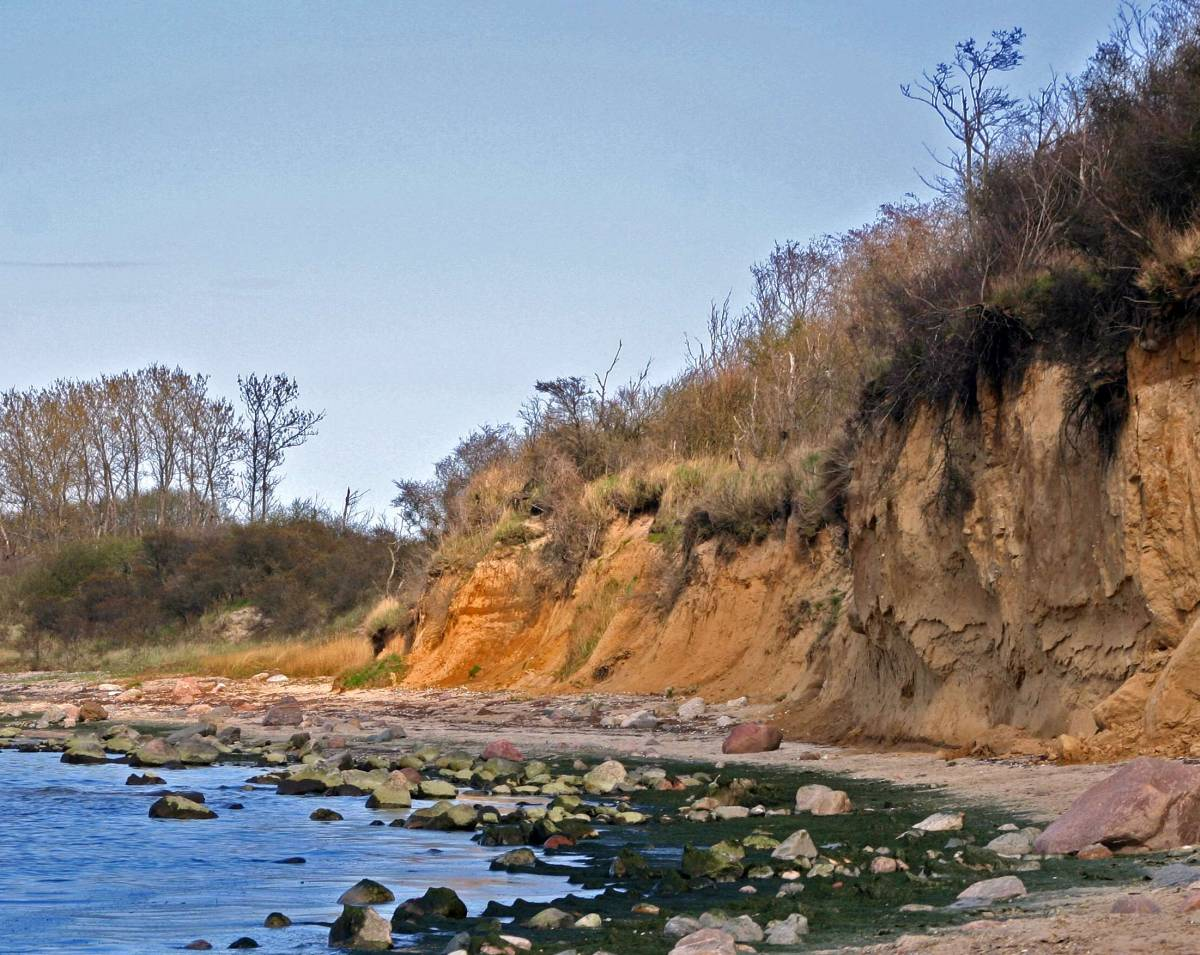
Steilküste bei Dassow
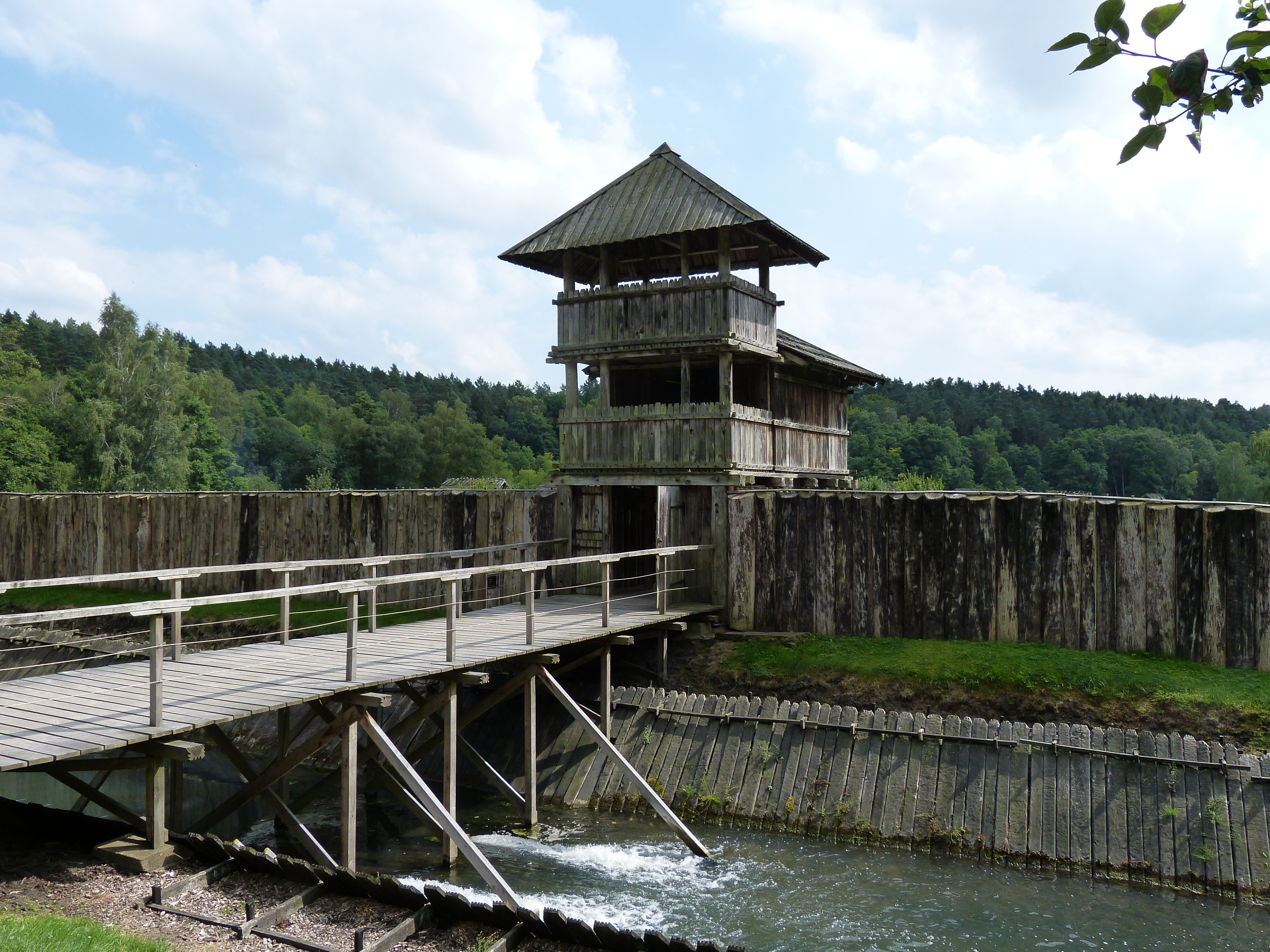
Freilichtmuseum Groß Raden
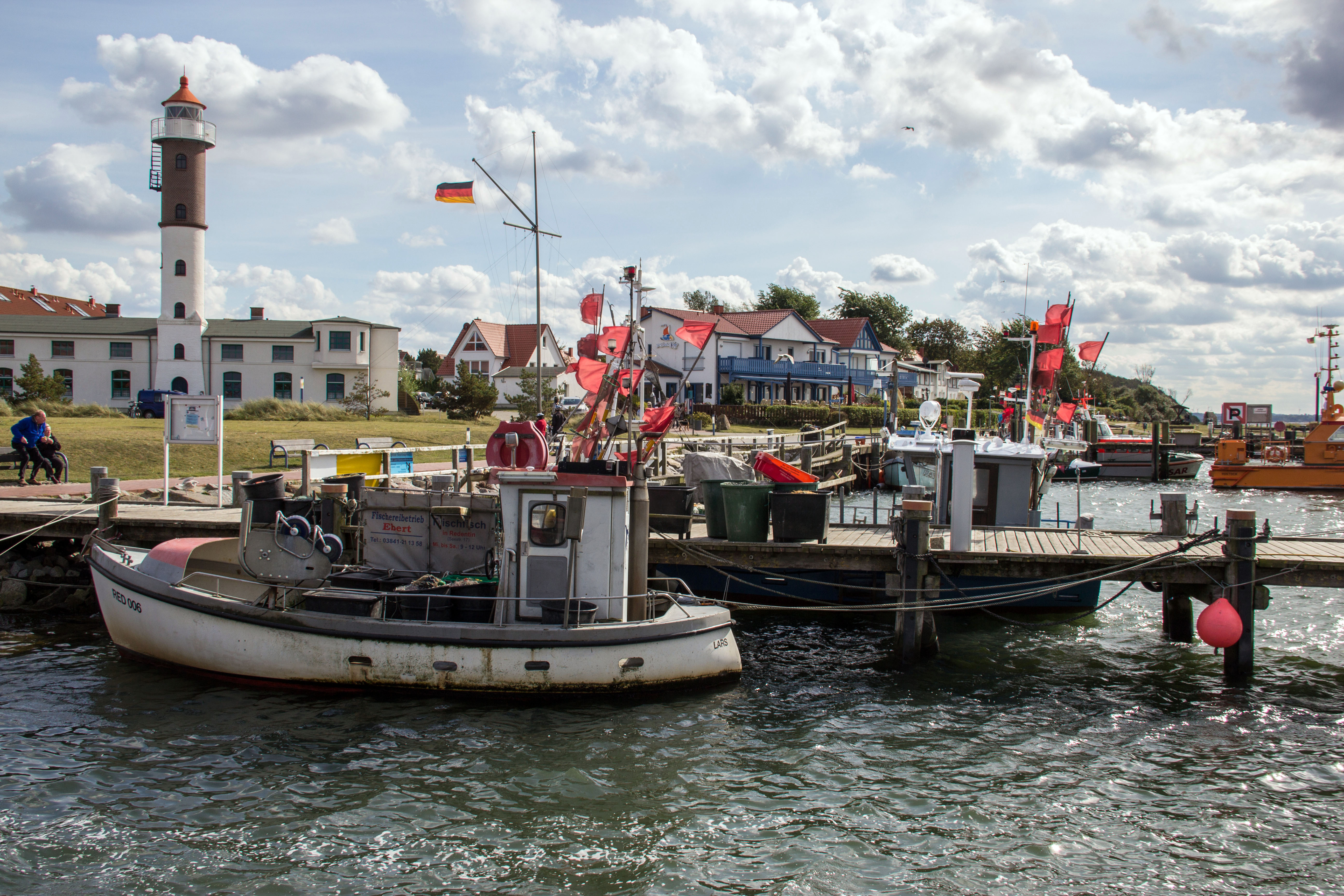
Insel Poel